# Bernard Gorcey
Bernard Gorcey est un acteur américain, né le 9 janvier 1886 en Russie, mort le 11 septembre 1955 à Hollywood (Californie).

## Filmographie
- 1928 : Mon rabbin chez mon curé (Abie's Irish Rose) de Victor Fleming : Isaac Cohen
- 1931 : Words & Music (film, 1931) : Waiter
- 1936 : Bulldog Edition : Newsstand Proprietor
- 1940 : Le Dictateur (The Great Dictator) : Mr. Mann
- 1941 : Ainsi finit notre nuit (So Ends Our Night) de John Cromwell : Carnival Barker
- 1941 : Footlight Fever : Shrimp', sailor in Pinkeys bar
- 1941 : Out of the Fog : Sam Pepper
- 1941 : Ellery Queen and the Perfect Crime : Little man with car tires
- 1942 : Joan of Paris : Parisian Waiting at Confessional
- 1942 : Black Dragons : The Cabbie
- 1942 : A Desperate Chance for Ellery Queen de James Patrick Hogan
- 1942 : Le Monstre de minuit (Bowery at Midnight) de Wallace Fox : Shopkeeper
- 1943 : A Rookie's Cookie
- 1943 : Clancy Street Boys : Liquor Store Owner
- 1944 : Million Dollar Kid de Wallace Fox : Messenger with Telegram
- 1944 : Follow the Leader : Ginsberg
- 1944 : Block Busters : Lippman
- 1944 : Bowery Champs : Mr. Johnson
- 1945 : I Was a Criminal : Second Railroad Employee
- 1945 : Docks of New York (en) de Wallace Fox : Kessel
- 1945 : Le Portrait de Dorian Gray (The Picture of Dorian Gray) : Stagehand
- 1945 : Mr. Muggs Rides Again : Meyer
- 1946 : Live Wires : Jack Kane
- 1946 : In Fast Company : Louie
- 1946 : Bowery Bombshell : Louie Dumbrowsky
- 1946 : Spook Busters : Louie'Dumbrowski
- 1946 : Mr. Hex : Louie
- 1947 : Hard Boiled Mahoney : Louie
- 1947 : News Hounds : Louie
- 1947 : Bowery Buckaroos : Louie, aka Louie the Lout
- 1947 : Le Mur des ténèbres (High Wall) de Curtis Bernhardt : Hirsch
- 1948 : Jinx Money : Louie
- 1948 : La Vérité nue (No Minor Vices) de Lewis Milestone : Mr. Zitzfleisch
- 1948 : Trouble Makers : Louie Dumbrowski
- 1949 : Fighting Fools : Louie
- 1949 : Nous avons gagné ce soir (The Set-Up) : Tobacco Man
- 1949 : Hold That Baby! : Louie
- 1949 : Angels in Disguise (en) de Jean Yarbrough : Louie aka Big Louie Dumbrowsky
- 1949 : The Doctor and the Girl : Patient
- 1949 : Master Minds (en) de Jean Yarbrough : Louie
- 1950 : Blonde Dynamite : Louie Dumbrowski
- 1950 : Lucky Losers : Louie, aka Arizona Louie
- 1950 : Triple Trouble (en) de Jean Yarbrough : Louie Dumbrowsky
- 1950 : Blues Busters : Louie Dumbrowsky
- 1951 : Bowery Battalion : Louie Dumbrowsky
- 1951 : Ghost Chasers : Louie Dumbrowsky
- 1951 : Pickup : Peddler with Dog
- 1951 : Let's Go Navy! (en) de William Beaudine : Louie Dumbrowsky
- 1951 : Journey into Light : Flophouse Clerk
- 1951 : Crazy Over Horses : Louis Xavier 'Louie' Dumbrowsky
- 1952 : Chicago Calling
- 1952 : Hold That Line (en) : Louie Dumbrowsky / Morris Dumbrowsky
- 1952 : Here Come the Marines : Louie Dumbrowsky
- 1952 : Feudin' Fools : Louie Dumbrowsky
- 1952 : No Holds Barred : Louie Dumbrowsky
- 1953 : Jalopy (en) de William Beaudine : Louie Dumbrowsky
- 1953 : Loose in London : Louie Dumbrowsky
- 1953 : Clipped Wings : Louie Dumbrowsky
- 1953 : Private Eyes (en) : Louie Dumbrowsky
- 1954 : Paris Playboys : Louie Dumbrowsky
- 1954 : The Bowery Boys Meet the Monsters : Louie Dumbrowsky
- 1954 : Jungle Gents : Louie Dumbrowsky
- 1955 : Bowery to Bagdad : Louie Dumbrowsky
- 1955 : High Society : Louie Dumbrowsky
- 1955 : Spy Chasers : Louie Dumbrowsky
- 1955 : Jail Busters : Louie Dumbrowsky
- 1956 : Dig That Uranium : Louie Dumbrowsky